# Oxindol
Az oxindol (2-indolon) aromás heterociklusos szerves vegyület. Biciklusos molekuláját kondenzált hattagú benzol-, valamint öttagú, nitrogéntartalmú gyűrű alkotja. Az oxindol az indolin származéka, melyben az 5 tagú gyűrű 2-es pozíciójában karbonilcsoport található.
Az oxindol a triptofánszármazékok közé tartozik, az emberben a bélbaktériumok („normál flóra”) hatására képződik. Normál körülmények között a testben a máj lebontja és ártalmatlanítja. Nagyobb mennyisége szedációt, izomgyengeséget, alacsony vérnyomást és kómát okozhat. Hepatikus enkefalopátiában szenvedő betegeknél megemelkedett szérum oxindolszinteket mértek.

## Hasonló aromás vegyületek
- Indolin
- Indol
- Indén
- Benzofurán
- Izoindolin
- Karbolin
- Izatin
- Metilindol
- Karbazol
- Pirrol
- Szkatol
- Benzol

## Fordítás
- Ez a szócikk részben vagy egészben  az   Oxindole című angol Wikipédia-szócikk ezen változatának fordításán alapul.  Az eredeti cikk szerkesztőit annak laptörténete sorolja fel. Ez a jelzés csupán a megfogalmazás eredetét és a szerzői jogokat jelzi, nem szolgál a cikkben szereplő információk forrásmegjelöléseként.